# Bledius punctatissimus
Bledius punctatissimus är en skalbaggsart som beskrevs av Leconte 1877. Bledius punctatissimus ingår i släktet Bledius och familjen kortvingar. Inga underarter finns listade i Catalogue of Life.